# Erdem Tunakan
Erdem Tunakan (* 13. April 1967 in Wien) ist ein österreichischer Musiker, Musikproduzent und DJ aus dem Bereich der elektronischer Musik. Gemeinsam mit Patrick Pulsinger gilt er als prägende Figur der österreichischen Technoszene.

## Leben und Werk
Tunakan wurde in Wien als Sohn türkischer Eltern geboren, lebte aber während seiner Schulzeit auch acht Jahre in Salzburg, wo sein Vater beim Neubau des Mozarteums beschäftigt war.
Ab Mitte der 1980er Jahre war er als DJ tätig. Seinen ersten Auftritt hatte er 1986 im Wiener Club Atrium. Ab 1988 war als Angestellter von Dum Dum Records für den Vertrieb von Schallplatten verantwortlich. Ab den 1990er Jahren schrieb er zunächst einige Filmmusiken, bevor er 1993 zusammen mit Patrick Pulsinger das Label Cheap Records gründete. Auf diesem veröffentlichten unter anderem Künstler wie Christopher Just, Robert Hood, Gerhard Potuznik, Kentolevi, Sluta Leta, Louie Austen und Khan. Von den erfolgreichsten Platten wurden bis zu 20.000 Stück verkauft, mehrheitlich ins Ausland. Während Pulsinger vorwiegend die Musikproduktion verantwortete, vertrat Tunakan das Label nach außen und steuerte die geschäftlichen Prozesse.
Ab 1993 erschienen eigene Produktionen Tunakans, oft in Zusammenarbeit mit Pulsinger, Potuznik und weiteren Musikern, unter wechselnden Projektnamen wie The Private Lightning Six, Sluts'n'Strings & 909, Restaurant Tracks, Dean & Deluca, Showroom Recordings oder Los Modernistas.
Im Jahr 2000 wurden Tunakan und Pulsinger mit dem Österreichischen Förderungspreis für Musik ausgezeichnet.
Seitdem Patrick Pulsinger Cheap Records 2003 verließ, betreibt Tunakan das Label allein weiter. 2008 gründete er das Sublabel Cheap Rec. Rocks, das als Plattform für 60er Jahre Mod- und Ska-Musik fungiert.

## Diskografie (Auswahl)
Alben
- 1996: The Private Lightning Six (mit Gerhard Potuznik, Herbert Gollini, Patrick Pulsinger, Sokol) – They Came Down. (Morbid Records)
- 1997: Sluts'n'Strings & 909 (mit Patrick Pulsinger) – Carrera (Cheap Records)
- 2017: Erdem Tunakan & Alpha Tracks – Fear Of Missing Out (Cheap Records)

Singles & EPs
- 1993: Sluts'n'Strings & 909 (mit Patrick Pulsinger) – Summerbreeze (Loriz Sounds)
- 1994: Sluts'n'Strings & 909 (mit Patrick Pulsinger) – Steamin' Promises E.P. (Cheap Records)
- 1004: Northstar (mit Patrick Pulsinger, Susanne Kirchmayr) – Figure Skating E.P. (Disko B)
- 1994: Restaurant Tracks (mit Patrick Pulsinger) – Reservation E.P. (Cheap Records)
- 1995: Dean & Deluca (mit Patrick Pulsinger) – Chapter 1 (M-Plant)
- 1996: Showroom Recordings (mit Patrick Pulsinger, Sokol) – Series #1 (Cheap Records)
- 1996: Showroom Recordings (mit Patrick Pulsinger, Sokol) – Series #2 (Cheap Records)
- 1996: Los Modernistas (mit Gerhard Potuznik) – Modern Music (Morbid Records)
- 1997: Restaurant Tracks (mit Patrick Pulsinger) – Polish Au Pair (Cheap Records)
- 2001: The Private Lightning Six (mit Gerhard Potuznik, Herbert Gollini, Patrick Pulsinger, Sokol) – Look Straight (Pomelo)
- 2003: Sluts'n'Strings & 909 (mit Patrick Pulsinger) – In Your Pretty Face (Technothing)
- 2016: Erdem Tunakan & Alpha Tracks – Free Trance Vol. 1 (Cheap Records)
- 2016: Erdem Tunakan & Alpha Tracks – Free Trance Vol. 2 (Cheap Records)

## Filmografie (Auswahl)
Soundtrack
- 1990: Fleischwolf
- 1991: I love Vienna
- 1994: Das Geheimnis der grauen Zellen (Kurzfilm)
- 1996: Tempo
- 2004: Blackout Journey
- 2014: Der letzte Tanz
- 2019: Der Gast